# سلاح بعيد المدى

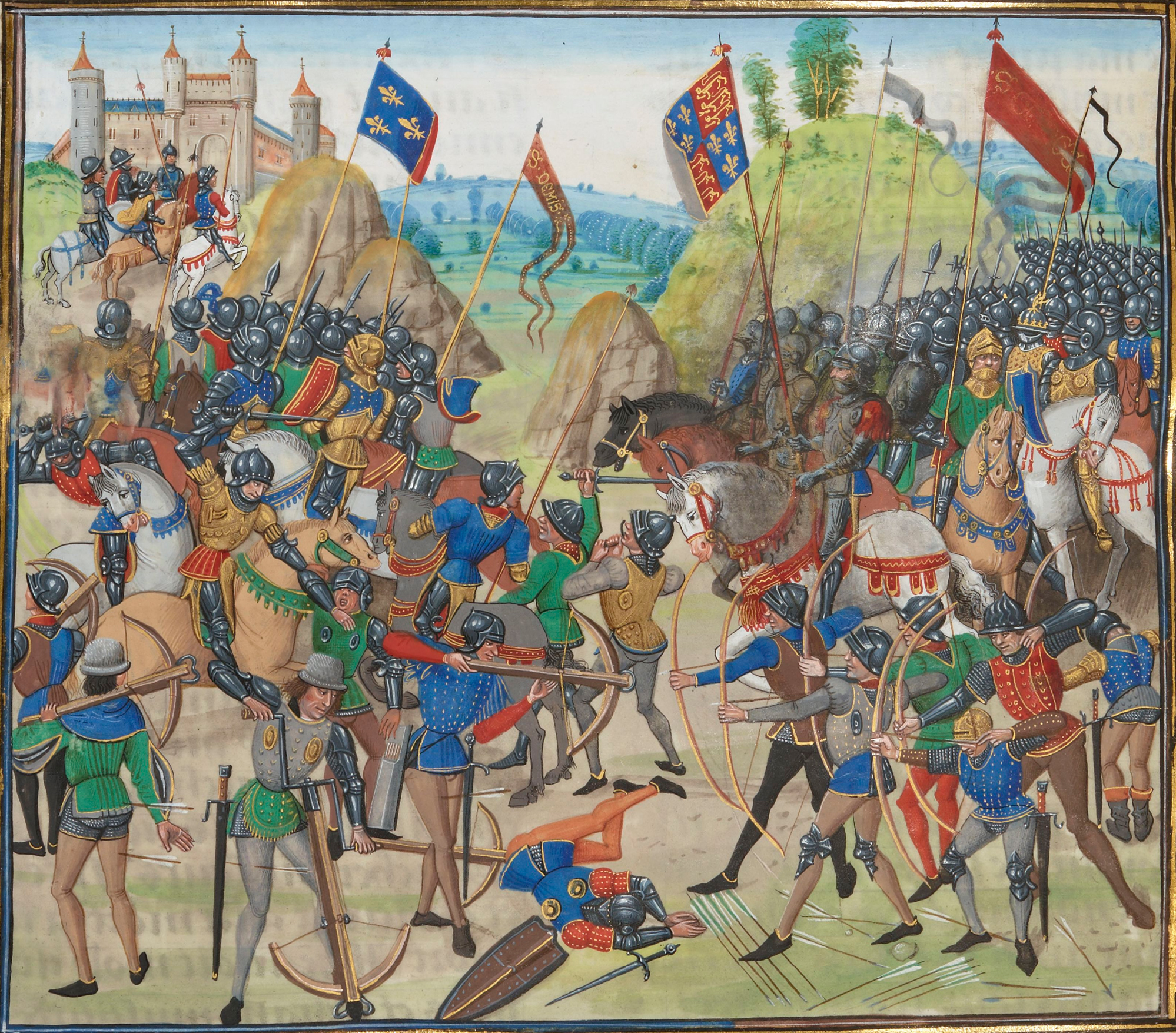
رسم توضيحي لمعركة كريسي يظهر رماة القسي الطويلة الإنجليز بشكل بارز في المقدمة على اليمين حيث يطردون رماة القسي الإفرنجية الفرنسيين بعيدًا.

سلاح بعيد المدى هو أي سلاح يمكنه إصابة أهداف تتجاوز مسافة الالتحام المباشر، أي على مسافات أكبر من المدى المادي للمستخدم الذي يحمل السلاح نفسه. يُطلق عليه أحيانًا أيضًا سلاح القذف لأنه يعمل عادةً عن طريق إطلاق قذائف صلبة، على الرغم من أنه من الناحية الفنية هو قاذف مائع (يطلق تيارات مضغوطة من السائل أو حتى الغاز) وسلاح طاقة موجهة (الذي لا تنطوي على أي مقذوف ملموس) وهي أيضًا أسلحة بعيدة المدى. في المقابل، يُطلق على السلاح المخصص للاستخدام في القتال اليدوي اسم سلاح القتال عن قرب.
تمنح الأسلحة بعيدة المدى المهاجم ميزة (خاصة عند تنفيذ كمين) لأن الهدف غالبًا ما يُصوّب من خارج النطاق البصري المباشر، مما يجعل من الصعب على المدافعين الاستجابة والرد بفعالية. كما أنه يضع مسافة بين المهاجم والخصم، وهو خيار قتالي أكثر أمانًا نظرًا لأن الاتصال الجسدي الوثيق أثناء معارك المشاجرة غالبًا ما يضع المهاجم ضمن نطاق الضرب الفوري لهجمات العدو المضادة، وبالتالي يتعرض لخطر متساوٍ للإصابة أو القتل.
الخط الفاصل بين الأسلحة بعيدة المدى وأسلحة المشاجرة ليس محددًا تمامًا؛ على سبيل المثال، يمكن استخدام الرماح والفؤوس والخناجر والسكاكين في كل من الرمي والقتال عن قرب، اعتمادًا على الغرض والموقف، ويمكن أيضًا استخدام سلاح بعيد المدى سلاحً للمشاجرة في المواجهات القريبة، مثل أخمص بندقية تستخدم في الضرب بالأخمص [الإنجليزية]، وبندقية ذات حربة مثبتة في الواجهة الأمامية تستخدم رمحًا مرتجلًا، ومسدس يستخدم في الضرب بالمسدس [الإنجليزية]، وحتى سهم يستخدم كمخزر الثلج في المواقف اليائسة.
غالبًا ما تضمنت الأسلحة بعيدة المدى القديمة أسلحة ملقاة يدويًا مصممة خصيصًا مثل الرماح، والمقاليع، بالإضافة إلى الأسلحة المرنة مثل النقافات، والقسي؛ وآلات الحصار الأكثر تعقيدًا مثل قاذفات الحجارة والمجانيق والعرادات. كانت هذه الأسلحة بعيدة المدى فعالة للغاية في حروب العصور القديمة والعصور الوسطى المبكرة، خاصة عند استخدامها بجماعيًّا، لأنها أعطت المستخدم فرصة لشن جولات متعددة من الهجوم قبل أن يتمكن العدو المسلح بأسلحة مشاجرة أو أسلحة قذفية قصيرة المدى من الاقتراب بدرجة كافية لتشكل تهديدًا. بعد اختراع البارود وتطوير الأسلحة النارية، أصبحت الأسلحة الهوائية بعيدة المدى من النوع البندقية هي السلاح المفضل في النزاعات المسلحة، حتى في القتال المباشر. في الحروب الحديثة، تُستخدم الأسلحة بعيدة المدى أيضًا على المستويين التكتيكي والاستراتيجي في شكل مدفعية بعيدة المدى، وصواريخ، وقذائف موجهة. الحد الأقصى للنطاق الفعال للسلاح هو أكبر مسافة يمكن إطلاق النار منها مع استمرار التسبب في وقوع إصابات أو أضرار. عندما يمكن إطلاق صاروخ حديث من خارج المدى الفعال للهجوم المضاد، يطلق عليه اسم قذيفة بعيدة المدى [الإنجليزية].